# Vía Varela
Vía Varela fue una banda de rock argentino, formada en la ciudad de Lomas de Zamora, provincia de Buenos Aires, Argentina, en el año 1990.

## Historia
La agrupación surgió a  comienzos de 1990 y estuvo conformado en su momento por: Claudio de la Rosa (bajo), Cristian Johanssen (teclados), Pablo Plebs (guitarra), Guillermo Marcos (batería), Ruth Larroque (coros) y Héctor "Limón" García (voz y saxofón). Con esta alineación, tocaron durante casi todo ese mismo año y a fines del mismo, dejan la banda algunos músicos, que posteriormente serían reemplazados. En el año 1994, graban su primer trabajo discográfico en los estudios, Colombia Estudio, producido por Oscar Mediavilla y masterizado en Los Ángeles por Gustavo Borner, el cual se llamó simplemente Vía Varela.
Entre los años 1993 y 1994, la agrupación realiza giras en todos los circuitos underground de Capital Federal. En 1995 se aleja Pablo Plebs y ocupa su lugar Marcelo Mayer en guitarra. Esta es la formación que alcanza mayor repercusión, con un promedio de casi 60 shows por año. En 1996, editan su segunda placa titulada O juremos. A su vez, "Limón" García es convocado para integrar los coros en Bersuit Vergarabat, reemplazando al anterior corista Rubén Sadrinas. A finales de 1997, tras el alejamiento de Marcelo Mayer, se incorpora Richard Arce (guitarra). En 1998, "Limón" García edita junto a Bersuit el álbum Libertinaje, lo que genera un párate de su banda durante varios años. 
En 2004, editan su tercer disco, titulado Picado grueso, producido por Pepe Céspedes y Oscar Righi. En 2009 ve la luz su cuarto disco titulado Si hay, nuevamente producido por Céspedes y Righi. Este material fue grabado en los estudios Del Cielito Records, con la participación de Juan Subirá (teclados), Pepe Céspedes (bajo y guitarra acústica), Mauro Sarachian (chelo) Patricio Bonfiglio (bandoneón), Mariano Campoliete (guitarra, teclados y coros) y Leandro Merli (coros). Tras la salida de este material y realizar presentaciones en todo Buenos Aires, la agrupación se desintegró

## Discografía
- Vía Varela (1994)
- O juremos (1996)
- Picado grueso (2005)
- Si hay (2009)